# 스키드 로 (미국의 밴드)
스키드 로(Skid Row)는 미국 뉴저지주 톰스리버 출신의 헤비 메탈 밴드이다.
처음에는 알려지지 않았던 밴드였으나 데이브 스네이크 사보와 본 조비가 어릴적 친구사이로 본 조비의 오프닝 밴드로 참가하면서부터 점차 알려지게 되었다. 초창기 멤버는 레이철 볼런(Rachel Bolan, 베이스), 서배스천 바크(Sebastian Bach, 리드보컬), 스코티 힐(Scotti Hill, 기타), 데이브 사보(Dave Sabo, 기타), 롭 해머스미스(Rob Hammersmith, 드럼)이며 1989년 1집 앨범 Skid Row를 발매하면서 본격적으로 활동을 시작하였다.
스키드 로의 밴드 음악 특성은 강렬하고 파워풀한 느낌이며, 특히 서배스천 바크(Sebastian Bach)의 허스키한 목소리와 고음은 팬들을 더욱 열광하게 만들었다. 1집과 2집 앨범은 성공적으로 거두었으나 본 조비와 인세배분 문제로 마찰을 겪었고, 수상식때 '이제 본 조비 도움 따윈 필요 없다'라는 발언을 하면서 둘 사이는 틀어지게 되었다. 3집 앨범은 스키드 로의 특유의 음악을 없애고 다른음악을 보이면서 팬들의 눈을 돌리게 되었고, 헤비메탈 침체기였던터라 크게 실패하게 되었다. 이후 세바스찬 바하는 콘서트 도중 팬들과 다툼이 생기고 멤버와 사이에 좋지 않아서 1996년 탈퇴하게 되었다.
1998년 발매된 베스트 앨범 40 Seasons 발매와 신곡 2곡이 나오면서 스키드 로의 복귀설이 나왔으나 이 2곡은 1, 2집 레코딩 했다가 보류된 곡으로 알려지게 되었다. 2003년 새로운 보컬 죠니 솔링거를 데리고 오면서 4집 앨범을 발표하였다. 하지만 팬들은 '세바스찬 바하가 없이는 스키드 로는 존재하지 않는다'라고 외칠 뿐 3집보다 더 크게 실패를 하였다. 현재 스키드 로는 콘서트 공연만 하고 5집 앨범은 발표하지 않고 있다.
대한민국에서의 콘서트 공연은 2013인천펜타포트락페스티벌에서 하였다. 대한민국에서 잘 알려진 곡은 I Remember You, 18 And Life, Youth Gone Wild, Monkey Business, Forever, Wasted Time 등이 있다.